# آنگم (آریزونا)
آنگم (به انگلیسی: Anegam) یک منطقهٔ مسکونی در ایالات متحده آمریکا است که در شهرستان پیما، آریزونا واقع شده‌است. آنگم ۵٫۹۹ کیلومتر مربع مساحت و ۸۶۲ نفر جمعیت دارد و ۵۳۷ متر بالاتر از سطح دریا واقع شده‌است.